# Гойя (премия, 1999)
XIII церемония вручения премии «Гойя» состоялась 23 января 1999 года. Ведущая — Роса Мария Сарда.

## Номинации

### Главные премии
| Лучший фильм | Лучший режиссёр |
| --- | --- |
| - Девушка твоей мечты / La niña de tus ojos - Квартал / Barrio - Дедушка / El abuelo - Открой глаза / Abre los ojos | - Фернандо Леон де Араноа — Квартал / Barrio - Алехандро Аменабар — Открой глаза / Abre los ojos - Хосе Луис Гарси — Дедушка / El abuelo - Фернандо Труэба — Девушка твоей мечты / La niña de tus ojos                                                                                       |
| Лучший актёр | Лучшая актриса |
| - Фернандо Фернан Гомес — Дедушка / El abuelo - Габино Диего — Час храбрецов / La hora de los valientes - Эдуардо Норьега — Открой глаза / Abre los ojos - Антонио Ресинес — Девушка твоей мечты / La niña de tus ojos                                                        | - Пенелопа Крус — Девушка твоей мечты / La niña de tus ojos - Каэтана Гильен Куэрво — Дедушка / El abuelo - Наджва Нимри — Любовники полярного круга / Los amantes del Círculo Polar - Леонор Уотлинг — Час храбрецов / La hora de los valientes                                             |
| Лучший актёр второго плана | Лучшая актриса второго плана |
| - Тони Лебланк — Торренте, глупая рука закона / Torrente, el brazo tonto de la ley - Франсиско Альгора — Квартал / Barrio - Аугусто Гоналес — Дедушка / El abuelo - Хорхе Санс — Девушка твоей мечты / La niña de tus ojos                                                    | - Адриана Осорес — Час храбрецов / La hora de los valientes - Лолес Леон — Девушка твоей мечты / La niña de tus ojos - Алисия Санчес — Квартал / Barrio - Роса Мария Сарда — Девушка твоей мечты / La niña de tus ojos                                                                       |
| Лучший оригинальный сценарий | Лучший адаптированный сценарий |
| - Квартал — Фернандо Леон де Араноа / Barrio - Открой глаза — Алехандро Аменабар и Матео Хиль / Abre los ojos - Любовники полярного круга — Хулио Медем / Los amantes del Círculo Polar - Девушка твоей мечты — Мигель Анхель Эгея и Карлос Лопес / La niña de tus ojos       | - Менсака — Сальвадор Гарсия Руис / Mensaka - Варварские годы – Фернандо Коломо, Хосе Анхель Эстебан, Карлос Лопес и Николас Санчес Альборнос / Los años bárbaros - Дедушка — Хосе Луис Гарси и Орасио Валькарсель / El abuelo - Марария — Карлос Альварес и Антонио Хосе Бетанкур / Mararía |
| Лучший мужской актёрский дебют | Лучший женский актёрский дебют |
| - Мирослав Таборски – Девушка твоей мечты / La niña de tus ojos - Эрнесто Альтерио — Варварские годы / Los años bárbaros - Хавьер Камара — Торренте, глупая рука закона / Torrente, el brazo tonto de la ley - Тристан Ульоа — Менсака / Mensaka                              | - Мариета Ороско — Квартал / Barrio - Мария Эстеве — Nothing in the Fridge - Виолета Родригес — Things I Left in Havana - Гойя Толедо — Марария / Mararía |
| Лучший иностранный фильм на испанском языке | Лучший европейский фильм |
| - Маяк / El faro del sur • Аргентина - Вдруг рассвело / Amaneció de golpe • Венесуэла - Эсмеральда приходит по ночам / De noche vienes, Esmeralda • Мексика - Маленькая Тропикана – Тропиканита / Kleines Tropikana • Куба/Испания/Германия                                   | - Боксёр / The Boxer • Ирландия/США - Апрель / Aprile • Франция/Италия - Мариус и Жаннетт / Marius et Jeannette • Франция - Вор • Россия/Франция |
| Лучший режиссёрский дебют | Лучший мультипликационный фильм |
| - Сантьяго Сегура — Торренте, глупая рука закона / Torrente, el brazo tonto de la ley - Сальвадор Гарсия Руис — Менсака / Mensaka - Хавьер Фессер — Чудо сеньора Тинто / El milagro de P. Tinto - Мигель Альбаладехо — Первая ночь в моей жизни / La primera noche de mi vida | - Какие же соседи животные! / ¡Qué vecinos tan animales! - Принц Ахмед и тайна астролога / Ahmed, el principe de la Alhambra |

### Другие номинанты
| Лучшая операторская работа | Лучший монтаж |
| --- | --- |
| - Марария – Хуан Руис Анчия / Mararía - Девушка твоей мечты – Хавьер Агирресаробе / La niña de tus ojos - Дедушка – Рауль Перес Куберо / El abuelo - Танго – Витторио Стораро / Tango | - Любовники полярного круга – Иван Аледо / Los amantes del Círculo Polar - Девушка твоей мечты – Кармен Фриас / La niña de tus ojos - Дедушка – Мигель Гонсалес Синде / El abuelo - Открой глаза – Мария Элена Саинс де Росас / Abre los ojos                                                              |
| Лучшая работа художника | Лучший продюсер |
| - Девушка твоей мечты – Херардо Вера / La niña de tus ojos - Дедушка – Хиль Паррондо / El abuelo - Марария – Феликс Мурсия / Mararía - Открой глаза – Вольфганг Бурман / Abre los ojos | - Девушка твоей мечты – Анхелика Уэте / La niña de tus ojos - Дедушка – Луис Мария Дельгадо и Валентин Панеро / El abuelo - Открой глаза – Эмильяно Отеги / Abre los ojos - Час храбрецов – Микель Ньето / La hora de los valientes                                                                        |
| Лучший звук | Лучшие спецэффекты |
| - Tango – Хорхе Ставропулос, Карлос Фаруоло и Альфонсо Пино - Дедушка – Хосе Антонио Бермудес, Диего Гарридо и Антонио Гарсия / El abuelo - Девушка твоей мечты – Пьер Гаме, Доминик Эннекен и Сантьяго Тевене / La niña de tus ojos - Открой глаза – Даниэль Гольдштейн, Рикардо Стейнберг и Патрик Гислен / Abre los ojos | - Чудо сеньора Тинто – Рауль Романильос и Феликс Бергес / El milagro de P. Tinto - Девушка твоей мечты – Эмилио Руис и Альфонсо Ньето / La niña de tus ojos - Открой глаза – Реес Абадес, Альберто Эстебан и Аурелио Санчес / Abre los ojos - Час храбрецов – Хуан Рамон Молина / La hora de los valientes |
| Лучшие костюмы | Лучший грим |
| - Девушка твоей мечты – Соня Гранде и Лала Уэте / La niña de tus ojos - Дедушка – Гумерсиндо Андрес / El abuelo - Час храбрецов – Хавьер Артиньяно / La hora de los valientes - Дурной тон – Мерсе Палома / A los que aman                                                                                                  | - Девушка твоей мечты – Антонио Паниса и Грегорио Рос / La niña de tus ojos - Варварские годы – Мерседес Гийо и Хосе Кетглас / Los años bárbaros - Дедушка – Кристобаль Криаду и Алисия Лопес / El abuelo - Открой глаза – Пака Альменара, Колин Артур и Сильви Имберти / Abre los ojos                    |
| Лучший короткометражный фильм | Best Documentary Short Film |
| - Прекрасным днем / Un día perfecto - Генезис / Genesis - Патеснак, рождественская сказка / Patesnak, un cuento de Navidad - Руфино / Rufino - Путешествие на луну / Viaje a la luna | - Скопление / Confluencias |
| Best Original Score | |
| - Любовники полярного круга – Альберто Иглесиас / Los amantes del Círculo Polar - Девушка твоей мечты – Антуан Дюамель / La niña de tus ojos - Варварские годы – Хуан Бардем / Los años bárbaros - Марария – Педро Герра / Mararía                                                                                          | |

## Премия «Гойя» за заслуги
- Рафаэль Алонсо